# 芒特弗农 (华盛顿州)
芒特弗农（Mount Vernon）位于美国华盛顿州北部，是斯卡吉特县的县治，因其位處西雅圖及溫哥華之間的中點及要衝而形成一大聚落，不少開車往返西雅圖及溫哥華這兩大城的通勤者會選擇於此暫歇。
根据2000年美国人口普查，芒特弗农共有26,232人，其中白人占75.44%、亚裔美国人占2.58%、土著美国人占1.02%。

## 友好城市
- 加拿大奇利瓦克
- 日本吴市